# Aurvandill

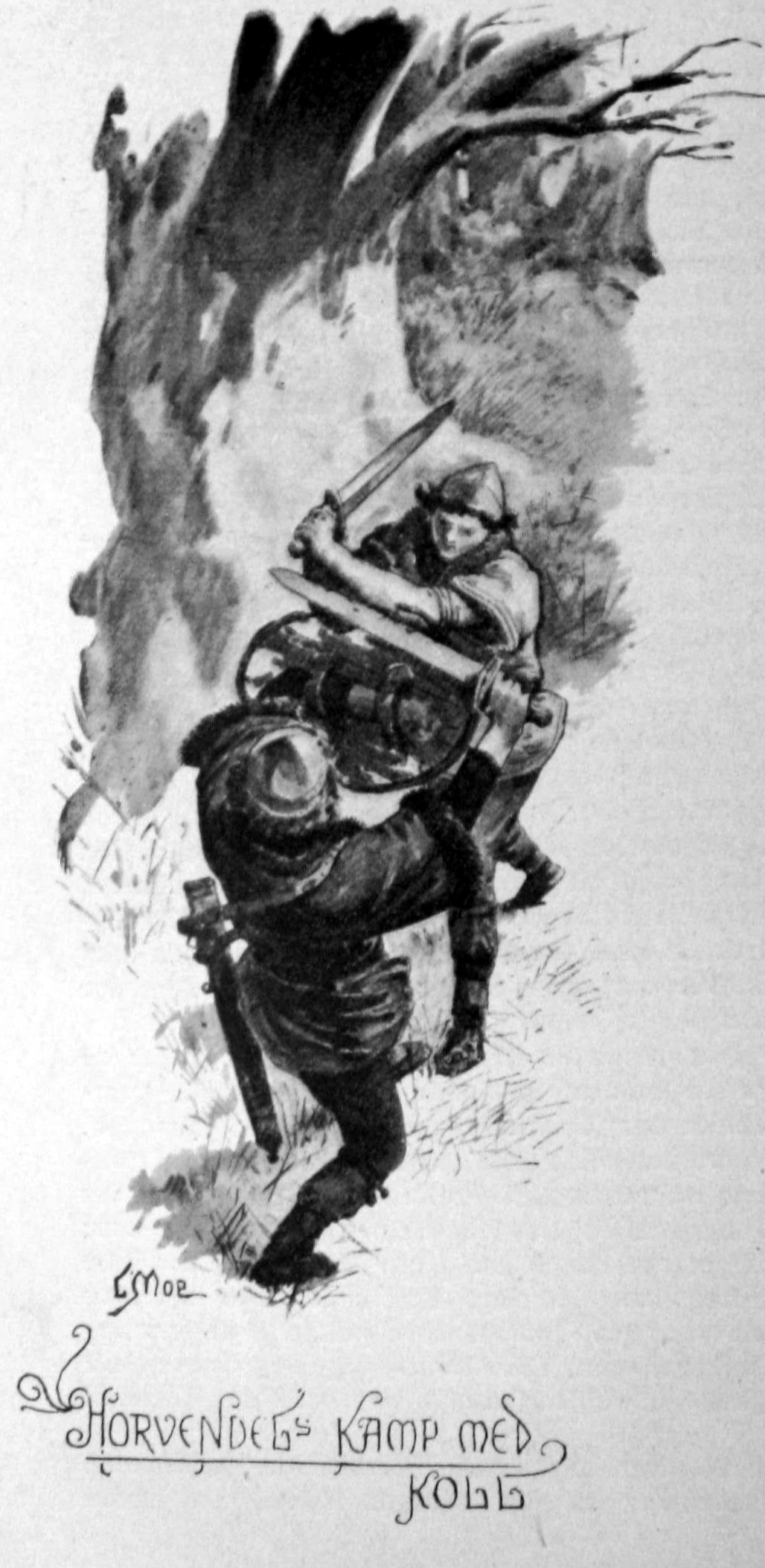
"Pois com sua chuva de golpes ele destruiu o escudo de Koll".

Aurvandill (Nórdico antigo) é uma figura da mitologia germânica. Na mitologia nórdica, o deus Thor lança o dedo do pé de Aurvandill – que havia congelado enquanto o deus do trovão o carregava em um cesto através dos rios Élivágar – ao céu, formando uma estrela chamada Aurvandils-tá ('dedo de Aurvandill'). Em outras culturas de língua germânica medieval, ele era conhecido como Ēarendel em anglo-saxão, Aurendil em alto-alemão antigo, Auriwandalo em lombardo, e possivelmente como 𐌰𐌿𐌶𐌰𐌽𐌣𐌹𐌻 (auzandil) em gótico. Uma versão latinizada em dinamarquês antigo, Horwendillus (Ørvendil), é também o nome dado ao pai de Amlethus (Amleth) na obra Gesta Danorum de Saxo Grammaticus.
Estudos de mitologia comparada sobre os diversos mitos que envolvem a figura levaram estudiosos a reconstruir uma figura mítica germânica comum [en] chamada *Auza-wandilaz, que significa 'feixe de luz' ou 'raio de luz' (de auza- 'líquido brilhante' combinado com *wanđ- 'vara flexível'). Segundo fontes em anglo-saxão e gótico, e em menor grau o texto nórdico antigo (que menciona uma estrela sem detalhes adicionais), essa figura parece ter personificado a 'luz nascente' da manhã, possivelmente a Estrela da Manhã (Vênus). No entanto, as evidências alemãs e dinamarquesas antigas permanecem difíceis de interpretar nesse modelo.

## Nome e origem

### Etimologia
O nome em nórdico antigo Aurvandill deriva de uma forma proto-germânica reconstruída como *Auza-wandilaz, *Auzi-wandalaz, ou *Auzo-wandiloz. É cognato com Ēarendel em anglo-saxão, Aurendil (≈ Orentil) em alto-alemão antigo, e Auriwandalo em lombardo. A palavra em gótico auzandil, presente no Gothica Bononiensia segundo a interpretação de diversos especialistas, pode ser outro cognato.

#### Interpretação principal
O significado original do nome germânico comum permanece obscuro. A explicação mais plausível semanticamente é interpretar Auza-wandilaz como um composto que significa 'feixe de luz' ou 'raio de luz', derivando o prefixo auza- de auzom ('brilhante [especialmente de líquidos]'; cf. nórdico antigo aurr 'ouro', anglo-saxão ēar 'onda, mar'), e -wandilaz de *wanđuz ('vara, bastão'; cf. gótico wandus, nórdico antigo vǫndr). Este último provavelmente deriva da raiz *wanđ- ('girar, dobrar'), sugerindo uma conotação de flexibilidade ou maleabilidade.
No contexto germânico mais amplo, essa teoria é reforçada pela associação em anglo-saxão da ideia de 'luz nascente' com Ēarendel, cujo nome foi traduzido como 'radiância, estrela matutina', ou como 'aurora, raio de luz'. A palavra gótica auzandil, que traduz o termo grego coiné heōsphóros ('portador da aurora') da Septuaginta, traduzido em latim como lucifer ('portador de luz, estrela matutina'), pode fornecer evidências adicionais para essa interpretação.

#### Teorias alternativas
Alternativamente, o prefixo em nórdico antigo aur- também foi interpretado como derivado do proto-germânico *aura- ('lama, cascalho, sedimento'; cf. nórdico antigo aurr 'argila úmida, lama', anglo-saxão ēar 'terra'), com Aurvandill sendo traduzido como 'feixe de cascalho' ou 'vara do pântano'. Segundo o filólogo Christopher R. Fee [en], isso pode sugerir a ideia de uma figura fálica associada à fertilidade, já que o nome de sua esposa no mito nórdico antigo, Gróa [en], significa literalmente 'Crescimento'.
Em interpretações acadêmicas menos frequentes, o segundo elemento também foi derivado por alguns pesquisadores de *wanđilaz ('Vândalo'; i.e., 'o vândalo brilhante'), de uma raiz *wandila- ('barba'), ou ainda comparado a uma palavra em nórdico ocidental antigo para 'espada'.

### Origem
Comentadores, desde pelo menos a publicação de Deutsche Mythologie [en] de Jacob Grimm em 1835, destacaram a grande antiguidade da tradição refletida no material mitológico associado a esse nome, embora sem conseguir reconstruir completamente os motivos de um mito germânico comum. A tarefa é complicada porque as histórias míticas de Orendel e Horwendillus parecem não estar relacionadas com as de Ēarendel e Aurvandill. Contudo, alguns estudiosos, como Georges Dumézil, tentaram demonstrar que o Horwendillus de Saxo e o Aurvandill de Snorri têm como base o mesmo mito arquetípico. Além disso, as discrepâncias aparentes podem ser explicadas pelo fato de que derivados de Auza-wandilaz também foram usados como nomes próprios nas tradições lombarda e alemã, como atestado por figuras históricas chamadas Auriwandalo e Aurendil até o século VIII d.C. Assim, o  Orendel do mito em alto-alemão médio pode ter sido uma figura distinta compartilhando o mesmo nome.
De qualquer forma, os estudiosos Rudolf Simek e John Lindow [en] argumentam que a relação linguística entre os nomes em nórdico antigo e anglo-saxão pode sugerir uma origem germânica comum do mito, apesar da ausência de Aurvandill na Edda Poética. Eles sustentam que Aurvandill provavelmente já estava associado a uma estrela no mito original, mas que Snorri pode ter modelado a história de Aurvandils-tá ('Dedo de Aurvandill') com base no conto dos olhos de Þjazi, que se transformam em estrelas quando Thor os lança ao céu.

## Atestações

### Nórdico antigo
O nome Aurvandill em nórdico antigo é mencionado uma vez na mitologia nórdica, no Skáldskaparmál, um livro da Edda em Prosa do século XIII de Snorri Sturluson, onde ele é descrito como o esposo da bruxa Gróa:
Thor voltou para Thrúdvangar, e a pedra de amolar permaneceu cravada em sua cabeça. Então veio a sábia mulher chamada Gróa [en], esposa de Aurvandill, o Valente: ela entoou seus feitiços sobre Thor até que a pedra começou a se soltar. Quando Thor percebeu isso e pensou que havia esperança de remover a pedra, quis recompensar Gróa por sua habilidade de cura e alegrá-la, contando-lhe que havia atravessado o norte pelo Rio Gelado e carregado Aurvandill em um cesto nas costas, saindo de Jötunheim. Ele acrescentou, como prova, que um dos dedos de Aurvandill estava para fora do cesto e congelou; por isso, Thor o quebrou e o lançou aos céus, criando a estrela chamada Dedo de Aurvandill. Thor disse que Aurvandill logo estaria em casa: mas Gróa ficou tão feliz que esqueceu seus encantamentos, e a pedra não foi removida, permanecendo na cabeça de Thor. Por isso, é proibido jogar uma pedra de amolar pelo chão, pois isso mexe com a pedra na cabeça de Thor.
Essa passagem parece fazer parte de uma história maior na qual Aurvandill é abduzido pelos jǫtnar; o deus do trovão, Thor, enfrenta um deles (Hrungnir, na versão de Snorri) e eventualmente liberta Aurvandill, mas sai da cena com a arma do jötunn cravada em sua cabeça.
No final da história, o dedo congelado de Aurvandill é transformado em uma nova estrela por Thor. No entanto, não está claro qual objeto celeste é indicado nessa passagem. Especulações sobre a identidade dessa estrela incluem Sirius, o planeta Vênus, ou a estrela branco-azulada Rigel, que pode ser vista como parte do pé da constelação de Órion.

### Gothica Bononiensia
A mais antiga atestação desse nome pode estar no Gothica Bononiensia, um sermão do Itália ostrogótica escrito em língua gótica não posterior à primeira metade do século VI, descoberto em 2009.c No fólio 2 recto [en], no contexto de uma citação de Isaías 14:12, o linguista P. A. Kerkhof sugeriu identificar a palavra 𐌰𐌿𐌶𐌰𐌽𐌣𐌹𐌻 (auzandil) em uma parte difícil de ler do palimpsesto. Essa leitura, aceita por especialistas como Carla Falluomini [en] e Roland Schuhmann, traduz o termo grego coiné ἑωσφόρος (heōsphóros, 'portador da aurora') da Septuaginta, que em latim é traduzido como lucifer ('portador de luz, estrela matutina'):
[...] ƕaiwa usdraus us himina auzandil sa in maurgin urrinnanda [...]
[...] como Lúcifer caiu do céu, ele que surge pela manhã [...] 

### Anglo-Saxão
O termo ēarendel (≈ eorendel, earendil) aparece sete vezes no corpus anglo-saxão, onde é usado em certos contextos para interpretar os termos latinos oriens ('sol nascente'), lucifer ('portador de luz'), aurora ('amanhecer') ou iubar ('radiância'). Segundo o estudioso J. E. Cross, evidências textuais indicam que originalmente significava 'luz nascente, início da luz, portador de luz', e que inovações posteriores levaram a um significado ampliado de 'radiância, luz'. A filóloga Tiffany Beechy afirma que "as evidências da tradição inicial de glossários mostram que earendel era uma alternativa rara para palavras comuns para o amanhecer/sol nascente". Segundo ela, os "anglo-saxões parecem ter conhecido ēarendel como uma figura quase mitológica que personificava um fenômeno natural (o nascer do sol) e um objeto astrológico/astronômico (a estrela matutina)".

#### Crist I
As linhas 104–108 do poema anglo-saxão Christ I [en] descrevem a chegada de Ēarendel à Terra:
| Crist I (104–108): Eala Earendel, engla beorhtast, ofer middangeard monnum sended, ond soðfæsta sunnan leoma, torht ofer tunglas, – þu tida gehwane of sylfum þe symle inlihtes. | Tradução de B. C. Raw (1997): Ó luz nascente, mais brilhante dos anjos, enviada aos homens por toda a terra, e verdadeira luz do sol, brilhante acima das estrelas, tu constantemente iluminas todas as estações com tua presença. | Tradução de T. Beechy (2010): Ó Earendel, mais brilhante dos anjos, enviado sobre a terra à humanidade, e luz mais verdadeira do sol, brilhante acima das estrelas, todos os períodos de tempo tu, de ti mesmo, sempre iluminas. |

O ímpeto do poema vem da Antífona do Advento latina: O Oriens, splendor lucis aeternae et sol justitiae: veni et illumina sedentem in tenebris et umbra mortis ("Ó Oriente/Nascente, esplendor da luz eterna e sol da justiça: vem e ilumina aquele que está nas trevas e na sombra da morte"). Estudiosos concordam que Ēarendel foi escolhido em Crist I como equivalente ao latim Oriens, entendido em um contexto poético-religioso como a 'fonte da verdadeira luz', o 'manancial da luz' e a 'luz que se eleva do Oriente'.
Tradicionalmente, Ēarendel em Crist I é interpretado como a personificação de João Batista ou do próprio Jesus Cristo, retratado como o sol nascente, a estrela matutina ou o amanhecer. No poema, ele é descrito como a "luz mais verdadeira do sol" (soðfæsta sunnan leoma) e como o "mais brilhante dos anjos [≈ mensageiros]" (engla beorhtast). Essa representação sugere a ideia de uma radiância celestial ou divina enviada tanto física quanto metaforicamente sobre a terra para o benefício da humanidade. As linhas 107b–8 (þu tida gehwane of sylfum þe symle inlihtes), traduzidas como "todos os períodos de tempo tu, de ti mesmo, sempre iluminas" ou "tu constantemente iluminas todas as estações com tua presença", podem também implicar que Ēarendel existe no poema como uma figura eterna, fora do tempo, e como a própria força que torna o tempo e sua percepção possíveis.
Beechy argumenta que a expressão Ēalā Ēarendel ('Ó Ēarendel') pode ser uma fórmula poética padrão em anglo-saxão, pois encontra "ecos fonético-associativos" nas expressões eorendel eall e eorendel eallunga do Glossário do Hinário de Durham.

#### Homilias de Blickling
Ēarendel também aparece nas Homilias de Blickling [en] (século X d.C.), onde é explicitamente identificado com João Batista:
| Homilias de Blickling XIV (30–35): ... onđ nu seo Cristes gebyrd at his æriste, se niwa eorendel Sanctus Iohannes; and nu se leoma þære soþan sunnan God selfa cuman wille. Sylle se friccea his stefne; and forþon þe nu þæt is se dema Drihten Crist, seo beme Sanctus Iohannes, and nu mid God selfa on þysne middangeard cuman wille, — gange se engel beforan him Sanctus Iohannis; | Tradução de R. Morris (1880): ... e agora o nascimento de Cristo [foi] em sua aparição, e o novo [Ēarendel] foi João Batista. E agora o brilho do verdadeiro Sol, o próprio Deus, virá; que o arauto proclame sua voz. E porque o Senhor Cristo é agora o Juiz, São João será a trombeta, e por isso virá com o próprio Deus a esta terra; — que o mensageiro, isto é, São João, vá à sua frente. |

A passagem é baseada em um sermão latino do arcebispo de Ravena do século V, Petrus Chrysologus: Sed si processurus est, iam nascatur Ioannes, quia instat nativitas Christi; surgat novus Lucifer, quia iubar iam veri Solis erumpit ("Mas, uma vez que ele está para aparecer, que João agora surja, pois o nascimento de Cristo está próximo; que o novo Lúcifer se levante, pois agora a luz do verdadeiro Sol irrompe"). Como a versão em anglo-saxão é próxima do original em latim, ēarendel pode ser claramente identificado nas Homilias de Blickling com lucifer, significando, em linguagem litúrgica, o 'portador de luz, o planeta Vênus como estrela matutina, o sinal que anuncia o nascimento de Cristo'. Nesse contexto, ēarendel deve ser entendido como a estrela matutina, a luz cujo nascer sinaliza o nascimento de Cristo, e cuja aparição no poema precede o "brilho do verdadeiro Sol, o próprio Deus".

#### Glossários
No Glossário do Hinário de Durham (início do século XI d.C.), o termo ēarendel é usado em contextos específicos para glosar o latim aurora ('amanhecer; leste, oriente'), em vez do equivalente mais comum dægrima ('amanhecer'). Os hinos 15.8 e 30.1 sugerem que ēarendel aparece com o amanhecer, como a luz que "completamente permeia o céu", em vez de ser o próprio amanhecer ("o amanhecer surge em seu curso, eorendel avança completamente").
| Glossário do Hinário de Durham: Hino 15.8 aurora cursus provehit—aurora tota prodeat (o amanhecer em seu curso se aproxima — o amanhecer aparece plenamente) Hino 30.1 aurora iam spargit polum (o amanhecer completamente permeia o céu) | Versão em anglo-saxão: Hino 15.8 dægrima rynas upalymþ – eorendel eall forðstæppe (o amanhecer surge em seu curso, eorendel avança completamente) Hino 30.1 eorendel eallunga geondstret heofon (eorendel completamente permeia o céu) |

O Glossário de Épinal, escrito na Inglaterra no século VIII, associa ēarendel ao latim iubar ('brilho, radiância' [especialmente de corpos celestes]) como uma alternativa ao equivalente mais frequente leoma (anglo-saxão: 'raio de luz, brilho'). Duas cópias do Glossário de Épinal foram produzidas no final do século VIII ou início do século IX: o Glossário Épinal-Erfurt [en], que apresenta a equação leoma vel earendiI (≈ leoma vel oerendil), e o Glossário Corpus [en], que foi redigido a partir de um arquétipo do exemplar Épinal-Erfurt.

### Germânico
As formas Aurendil (≈ Horindil, Urendil), datadas do século VIII, e Orendil (≈ Orentil), dos séculos IX a X, foram usadas em alto-alemão antigo como nomes próprios. Um conde bávaro chamado Orendil é registrado em 843.
O poema épico em alto-alemão médio  Orendel, escrito no final do século XII, apresenta uma história fictícia sobre como o Manto Sagrado de Cristo chegou à cidade de Trier. Essa narrativa provavelmente foi inspirada pela transferência real do Manto para o altar principal da Catedral de Trier em 1196. O estilo do poema, caracterizado por sua "organização paratática de episódios e repetição de fórmulas poéticas", sugere que pode estar enraizado em uma tradição oral mais antiga.
O herói homônimo da história, Orendel, filho do rei Ougel, zarpa com uma frota formidável para alcançar a Terra Santa e pedir a mão de Bride, Rainha de Jerusalém. Após sofrer um naufrágio, Orendel é resgatado por um pescador e eventualmente recupera o Manto perdido do ventre de uma baleia. O manto lhe concede proteção, permitindo que conquiste a mão de Bride em casamento. Juntos, eles governam Jerusalém por um tempo e embarcam em inúmeras aventuras. Ao final, Orendel entrega o Manto Sagrado após levá-lo a Trier.
O apêndice do Strassburger Heldenbuch [en] (século XV) nomeia o rei Orendel (≈ Erentel) de Trier como o primeiro dos heróis que já nasceram.
O nome também deu origem a vários topônimos encontrados na Alemanha atual, incluindo Orendileshûs (em Grabfeld [en]), Orendelsall (atualmente parte de Zweiflingen), e Orendelstein (em Öhringen).

### Lombardo
A forma em lombardo Auriwandalo aparece como um nome próprio no século VIII.

### Dinamarquês
Uma versão latinizada do nome em dinamarquês antigo, Horwendillus (Ørvendil), aparece na Gesta Danorum de Saxo Grammaticus (ca. 1200) como o pai de Amlethus (Amleth):
Ørvendil, após controlar a província da [Jutlândia] por três anos, dedicou-se à pirataria e alcançou tamanha fama que Koller, rei da Noruega, desejando rivalizar com seus feitos eminentes e reputação difundida, julgou que lhe seria vantajoso superá-lo em combate e ofuscar o brilho desse célebre corsário. Ele navegou, explorando várias partes dos mares, até encontrar a frota de Ørvendil. Cada um dos piratas havia ocupado uma ilha no meio do oceano, e eles haviam ancorado seus navios em lados opostos. [...]
Ambos deram e aceitaram sua palavra de honra nesse ponto e iniciaram a batalha. Não foram dissuadidos de atacar um ao outro com suas espadas pela novidade do encontro ou pelo charme primaveril do local, pois não deram atenção a essas coisas. O fervor emocional de Ørvendil o tornou mais ansioso por atacar seu inimigo do que por se defender; consequentemente, ele desconsiderou a proteção de seu escudo e usou ambas as mãos em sua espada. Essa ousadia trouxe resultados. Sua chuva de golpes destruiu o escudo de Koller, reduzindo-o a pedaços; finalmente, ele cortou o pé do outro e o fez cair sem vida. Ele honrou o acordo ao conceder-lhe um funeral majestoso, construindo um túmulo ornamentado e proporcionando uma cerimônia de grande magnificência. Depois disso, ele perseguiu e matou a irmã de Koller, Sæla, uma amazona guerreira e pirata habilidosa, experiente na arte do combate.

Três anos se passaram em empreendimentos militares galantes, nos quais ele reservou o butim mais rico e valioso para Rørik, para se aproximar mais do rei. Com base nessa amizade, Ørvendil cortejou e obteve a filha de Rørik, Gerutha, como esposa, que lhe deu um filho, Amleth.
Dada a tendência de Saxo ao evemerismo e à reinterpretação de mitos escandinavos tradicionais, o filólogo Georges Dumézil propôs que sua história foi baseada no mesmo arquétipo do Aurvandill de Snorri. Em uma possível inversão literária do mito original, Horwendillus é retratado como um guerreiro que fere e vence seu adversário, enquanto Aurvandill foi tomado como refém pelos jǫtnar e ferido durante sua libertação. Dumézil também observa que, embora o evento não assuma um caráter cosmológico na versão de Saxo, o dedo do pé de Aurvandill foi quebrado por Thor, enquanto o pé inteiro de Collerus (Koller) é cortado por Horwendillus.

## Na cultura popular
O escritor inglês J. R. R. Tolkien descobriu as linhas 104–105 do Crist de Cynewulf em 1913. Segundo ele, a "grande beleza" do nome Ēarendel, e o mito com o qual parece estar associado, inspiraram o personagem de Eärendil descrito em O Silmarillion. Em 1914, Tolkien publicou um poema originalmente intitulado "A Viagem de Earendel, a Estrela Vespertina" como um relato do curso celestial de Ēarendel como a brilhante estrela matutina. Em uma carta pessoal de 1967, Tolkien escreveu:
Quando estudava anglo-saxão profissionalmente (1913) [...] fui tocado pela grande beleza dessa palavra (ou nome), inteiramente coerente com o estilo normal do anglo-saxão, mas eufônica em um grau peculiar nessa língua agradável, mas não 'deleitosamente' agradável [...] parece pelo menos certo que pertencia à mitologia astronômica, e era o nome de uma estrela ou grupo de estrelas. Antes de 1914, escrevi um 'poema' sobre Earendel, que lançou seu navio como uma faísca brilhante dos portos do Sol. Eu o adotei em minha mitologia, na qual ele se tornou uma figura central como marinheiro, e eventualmente como uma estrela heráldica, e um sinal de esperança para os homens. Aiya Earendil Elenion Ancalima (II 329) 'salve Earendil, a mais brilhante das estrelas' deriva, a longa distância, de Éala Éarendel engla beorhtast.
Tolkien interpretou Ēarendel como um mensageiro, provavelmente inspirado por sua associação com a palavra engel ('anjo, mensageiro') tanto em Crist I (104) quanto nas Homilias de Blickling (21 e 35), e sua identificação com João Batista neste último texto. A representação de Eärendil por Tolkien como um arauto também ecoa a interpretação do Ēarendel anglo-saxão como a estrela matutina que fisicamente anuncia o nascer do sol, o que encontra um paralelo figurativo nas Homilias de Blickling, onde Ēarendel anuncia a vinda do "verdadeiro Sol", Cristo. Outro aspecto predominante do Eärendil de Tolkien é sua representação como marinheiro. Carl F. Hostetter observa que, embora "a associação de Eärendil com o mar tenha sido profundamente pessoal para Tolkien", o Horwendillus dinamarquês e o Orendel germânico também são retratados como marinheiros.
Em 2022, um grupo de cientistas liderado pelo astrônomo Brian Welch nomeou a estrela WHL0137-LS como "Earendel" a partir do significado em anglo-saxão.
No filme de suspense e vingança de 2022, O Homem do Norte, escrito e dirigido por Robert Eggers, Aurvandill é interpretado por Ethan Hawke. No filme, Aurvandill é mencionado como o Rei Corvo, pai de Amleth, o protagonista do filme, interpretado pelo ator sueco Alexander Skarsgård. O filme é baseado principalmente na lenda escandinava medieval de Amleth, que inspirou diretamente o personagem Hamlet da tragédia homônima de William Shakespeare do século XVI.